# Montret
Montret és un municipi francès, situat al departament de Saona i Loira i a la regió de Borgonya - Franc Comtat. L'any 2007 tenia 697 habitants.

## Demografia

### Població
El 2007 la població de fet de Montret era de 697 persones. Hi havia 302 famílies, de les quals 102 eren unipersonals (49 homes vivint sols i 53 dones vivint soles), 98 parelles sense fills, 73 parelles amb fills i 29 famílies monoparentals amb fills.
La població ha evolucionat segons el següent gràfic:
Habitants censats

### Habitatges
El 2007 hi havia 373 habitatges, 309 eren l'habitatge principal de la família, 46 eren segones residències i 18 estaven desocupats. 348 eren cases i 24 eren apartaments. Dels 309 habitatges principals, 215 estaven ocupats pels seus propietaris, 84 estaven llogats i ocupats pels llogaters i 9 estaven cedits a títol gratuït; 33 tenien dues cambres, 60 en tenien tres, 97 en tenien quatre i 120 en tenien cinc o més. 230 habitatges disposaven pel capbaix d'una plaça de pàrquing. A 148 habitatges hi havia un automòbil i a 118 n'hi havia dos o més.

### Piràmide de població
La piràmide de població per edats i sexe el 2009 era:
| Homes | Edats   | Dones |
| ----- | ------- | ----- |
| 0     | 95 o +  | 0     |
| 0     | 90 a 94 | 8     |
| 4     | 85 a 89 | 8     |
| 4     | 80 a 84 | 4     |
| 16    | 75 a 79 | 8     |
| 28    | 70 a 74 | 36    |
| 24    | 65 a 69 | 32    |
| 12    | 60 a 64 | 20    |
| 4     | 55 a 59 | 16    |
| 16    | 50 a 54 | 16    |
| 52    | 45 a 49 | 32    |
| 32    | 40 a 44 | 20    |
| 12    | 35 a 39 | 28    |
| 20    | 30 a 34 | 20    |
| 8     | 25 a 29 | 12    |
| 24    | 20 a 24 | 4     |
| 28    | 15 a 19 | 20    |
| 20    | 10 a 14 | 4     |
| 8     | 5 a 9   | 12    |
| 20    | 0 a 4   | 0     |

## Economia
El 2007 la població en edat de treballar era de 417 persones, 325 eren actives i 92 eren inactives. De les 325 persones actives 302 estaven ocupades (176 homes i 126 dones) i 23 estaven aturades (9 homes i 14 dones). De les 92 persones inactives 46 estaven jubilades, 19 estaven estudiant i 27 estaven classificades com a «altres inactius».

### Ingressos
El 2009 a Montret hi havia 331 unitats fiscals que integraven 765 persones, la mediana anual d'ingressos fiscals per persona era de 15.107 €.

### Activitats econòmiques
Dels 28 establiments que hi havia el 2007, 1 era d'una empresa alimentària, 1 d'una empresa de fabricació de material elèctric, 1 d'una empresa de fabricació d'altres productes industrials, 4 d'empreses de construcció, 7 d'empreses de comerç i reparació d'automòbils, 2 d'empreses de transport, 2 d'empreses d'hostatgeria i restauració, 1 d'una empresa d'informació i comunicació, 2 d'empreses de serveis, 5 d'entitats de l'administració pública i 2 d'empreses classificades com a «altres activitats de serveis».
Dels 8 establiments de servei als particulars que hi havia el 2009, 1 era una gendarmeria, 1 oficina de correu, 1 paleta, 1 guixaire pintor, 1 fusteria, 1 lampisteria, 1 perruqueria i 1 restaurant.
Dels 3 establiments comercials que hi havia el 2009, 1 era una botiga de menys de 120 m², 1 una fleca i 1 una peixateria.
L'any 2000 a Montret hi havia 17 explotacions agrícoles que ocupaven un total de 540 hectàrees.

## Equipaments sanitaris i escolars
L'únic equipament sanitari que hi havia el 2009 era una farmàcia.
El 2009 hi havia una escola elemental integrada dins d'un grup escolar amb les comunes properes formant una escola dispersa.

## Poblacions més properes
El següent diagrama mostra les poblacions més properes.